# Енді Коул
Е́ндрю (Е́нді) Алекса́ндер Ко́ул (англ. Andy Cole; нар. 15 жовтня 1971, Ноттінгем) — англійський футболіст, нападник.

## Клубна кар'єра
У дорослому футболі дебютував у 1989 році виступами за команду клубу «Арсенал», в якій за два сезони взяв участь лише в одному матчі чемпіонату.
Згодом з 1991 до 1995 року грав у складі команд клубів «Фулхем», «Бристоль Сіті» та «Ньюкасл Юнайтед».
Своєю грою за останню команду привернув увагу представників тренерського штабу клубу «Манчестер Юнайтед», до складу якого приєднався в 1995 році. Відіграв за команду з Манчестера наступні шість сезонів своєї ігрової кар'єри. Більшість часу, проведеного у складі «Манчестер Юнайтед», був гравцем атакувальної ланки основного складу команди. У складі «Манчестер Юнайтед» був одним з головних бомбардирів команди, маючи середню результативність на рівні 0,48 голу за гру першості. За цей час п'ять разів виборював титул чемпіона Англії, ставав переможцем Ліги чемпіонів УЄФА, володарем Міжконтинентального кубка.
Протягом 2001—2008 років захищав кольори клубів «Блекберн Роверз», «Фулхем», «Манчестер Сіті», «Портсмут», «Бірмінгем Сіті», «Сандерленд» та «Бернлі». Протягом цих років додав до переліку своїх трофеїв титул володаря Кубка англійської ліги.
Завершив професійну ігрову кар'єру у клубі «Ноттінгем Форест», за команду якого виступав протягом 2008 року.

## Виступи за збірні
Протягом 1992–1993 років залучався до складу молодіжної збірної Англії. На молодіжному рівні зіграв у 8 офіційних матчах, забив 4 голи.
У 1994 році захищав кольори олімпійської збірної Англії. У складі цієї команди провів 1 матч, забив 1 гол.
У 1995 році дебютував в офіційних матчах у складі національної збірної Англії. Протягом кар'єри у національній команді, яка тривала 8 років, провів у формі головної команди країни лише 15 матчів, забивши 1 гол.

## Титули і досягнення
- Чемпіон Англії (5):

«Манчестер Юнайтед»: 1995-96, 1996-97, 1998-99, 1999-00, 2000-01
- Володар Суперкубка Англії з футболу:

«Манчестер Юнайтед»: 1997
- Володар Кубка англійської ліги (1):

«Блекберн Роверз»: 2001–02
- Переможець Ліги чемпіонів УЄФА (1):

«Манчестер Юнайтед»: 1998–99
- Володар Міжконтинентального кубка (1):

«Манчестер Юнайтед»: 1999